# Frullania monocera
Frullania monocera là một loài rêu tản trong họ Jubulaceae. Loài này được (Taylor) Gottsche, Lindenb. & Nees miêu tả khoa học lần đầu tiên năm 1845.